# Glossotrophia somaliata
Glossotrophia somaliata är en fjärilsart som beskrevs av Louis Beethoven Prout 1916. Glossotrophia somaliata ingår i släktet Glossotrophia och familjen mätare. Inga underarter finns listade i Catalogue of Life.